# شمارش بوردا

نمونهٔ برگهٔ رأی ترجیحی

شمارش بوردا (به انگلیسی: Borda count) یک نظام انتخاباتی ترجیحی است که در آن رأی‌دهنده نامزدان را بر حسب ارجحیت رتبه‌بندی می‌کند. به هر نامزد با توجه به رتبه‌ای که در یک برگهٔ رأی گرفته، امتیازی اختصاص می‌یابد. هرچه رتبه بهتر (کمتر) باشد امتیاز بالاتر است. مجموع امتیازهای هر نامزد محاسبه شده و نامزدی که بیشترین امتیاز را کسب کند، برنده اعلام خواهد شد. مثلاً اگر پنج نامزد در انتخابات شرکت کرده باشند، به نامزد رتبهٔ اول امتیاز چهار، به نامزد رتبهٔ دوم امتیاز سه، به نامزد رتبهٔ سوم امتیاز دو، به نامزد رتبهٔ چهارم امتیاز یک، و به نامزد رتبهٔ پنجم امتیاز صفر اختصاص می‌یابد.
این روش را ژان-شارل د بوردا، ریاضی‌دان فرانسوی، در سال ۱۷۸۱ باب کرد. در سال ۱۷۸۵، مارکی دو کندورسه نیز روش کندورسه را باب کرد. مجادله‌های تلخی بین این دو ریاضی‌دان بزرگ فرانسوی بر سر اینکه کدام روش بهتر است در گرفت. در حال حاضر دانالد ساری، ریاضی‌دان آمریکایی، بزرگ‌ترین حامی و ترویج‌دهندهٔ روش بوردا محسوب می‌شود.
نوع تغییریافته‌ای از این روش، در انتخابات پارلمان کشور کوچک نائورو واقع در اقیانوس آرام به کار می‌رود. در انتخابات نائورو، به نامزد اول امتیاز یک تعلق می‌گیرد، به نامزد دوم امتیاز یک‌دوم، به نامزد سوم امتیاز یک‌سوم و . . . سپس امتیازها با هم جمع می‌شوند و نامزدی که بیشترین امتیاز را کسب کرده باشد برنده اعلام می‌شود.

## مکانیزم رای‌دهی و شمارش
در روش شمارش بوردا رای‌دهنده کاندیدها را بر اساس ترجیحاتش مرتب می‌کند و از این جهت شباهت‌هایی با روش‌های دیگری از جمله روش کندورسه دارد.
امتیازی که به هر کاندید داده می‌شود وابسته به تعداد شرکت کنندگان می‌باشد.برای مثال در شکل ساده ی شمارش بوردا اگر  ۵ نامزد وجود داشته باشند به نفر اول ترجیح داده شده امتیاز ۵،به نفر دوم امتیاز ۴ و به همین ترتیب امتیاز داده می‌شود و نفر آخر امتیاز یک را می‌گیرد.در حالت کلی نفر اول n امتیاز و نفر دوم n-1 امتیاز می‌گیرد و به همین ترتیب ادامه می‌یابد و به نفر آخر یک امتیاز داده می‌شود.
| رتبه  | نامزد  | فرمول | امتیاز | امتیاز نسبی |
| ----- | ------ | ----- | ------ | ----------- |
| اول   | خورشید | n     | ۵      | ۱.۰۰        |
| دوم   | معصومه | n−1   | ۴      | ۰.۸۰        |
| سوم   | احمد   | n−2   | ۳      | ۰.۶۰        |
| چهارم | سعید   | n−3   | ۲      | ۰.۴۰        |
| پنجم  | نگین   | n−4   | ۱      | ۰.۲۰        |

## شکل‌های مختلف امتیازدهی
روش امتیازدهی می‌تواند بر اساس تعداد نامزدهای با رتبه های پایین‌تر(بدتر) از نامزد مورد نظر باشد.یعنی اگر n کاندید وجود دارد به نامزد اول ترجیح داده‌شده n-1 امتیاز و به نامزد دوم n-2 امتیاز داده می‌شود و به همین ترتیب ادامه میابد و به نامزد آخر صفر امتیاز داده می‌شود.
روش دیگری از امتیازدهی وجود دارد که در کشور نائورو استفاده می‌شود و به این صورت است که به نفر اول ۱ امتیاز، به نفر دوم نصف امتیاز،به نفر سوم یک‌سوم امتیاز و به همین ترتیب تا انتها امتیاز داده می‌شود. نامزدی که توسط بیشتر رای‌دهنده ها به عنوان نفر اول ترجیح داده شده است در این روش نسبت به روش سنتی شمارش بوردا شانس بیشتری برای انتخاب نهایی دارد.
| رتبه  | نامزد  | فرمول | امتیاز نسبی | امتیاز مطلق |
| ----- | ------ | ----- | ----------- | ----------- |
| اول   | خورشید | ۱/۱   | ۱.۰۰        | ۶۰          |
| دوم   | معصومه | ۱/۲   | ۰.۵۰        | ۳۰          |
| سوم   | احمد   | ۱/۳   | ۰.۳۳        | ۲۰          |
| چهارم | سعید   | ۱/۴   | ۰.۲۵        | ۱۵          |
| پنجم  | نگین   | ۱/۵   | ۰.۲۰        | ۱۲          |

## معیارهای انتخاباتی
روش بوردا معیار یکنوایی را برآورده می‌کند یعنی اگر نامزد x برندهٔ انتخابات باشد، در صورتی که حمایت از نامزد x افزایش یابد، نامزد x همچنان برنده خواهد ماند. حمایت بیشتر می‌تواند به شکل بالا بردن اولویت نامزد x در برخی از برگه‌های رأی باشد (تعداد رأی‌دهندگان ثابت) یا پیوستن رأی‌دهندگان جدیدی که x را در بالاترین اولویت برگه‌های رأی خود قرار داده‌اند (اولویت‌بندی‌های ثابت).
روش بوردا معیار برنده کندورسه را برآورده نمی‌کند، به عبارت دیگر امکان دارد برنده کندورسه موجود باشد ولی روش بوردا او را برنده معرفی نکند.